# Jeffrey Vanan
Jeffrey Vanan (21 december 1992) is een Surinaams atleet. Hij sprint met name op de 60, 100 en 200 meter.

## Biografie
Jeffrey Vanan won in mei 2014 de 200 meter van Rémire-Montjoly in Frans-Guyana en in 2015 de 100 meter van Willemstad op Curaçao en ook de 100 meter van Saint-Laurent-du-Maroni in Frans-Guyana. In die laatste wedstrijd verbrak hij het Surinaamse record in een tijd van 10,28 seconden. Tijdens deze twee wedstrijden versloeg hij Ifrish Alberg die toen al jaren de snelste Surinamer op deze afstand was. Hierna keerde hij terug naar Suriname vanwege schoolverplichtingen. Ook sprintte hij tijdens de Wereldkampioenschappen atletiek van 2015 in China. In de Peruaanse hoofdstad Lima behaalde hij dat jaar brons op de 100 meter.
In 2016, 2017, 2018 en 2019 won hij meerdere wedstrijden in Frans-Guyana op de 100 meter. Verder won hij de Memorial Jos Verstockt in Lier in België. In 2017 kwam hij uit tijdens de Islamitische Solidariteitsspelen in Bakoe in Azerbeidzjan. Hier won hij de 100 meter vóór Alberg en werd hij zevende op de 200 meter. Tijdens de Zuid-Amerikaanse Spelen eindigde hij dat jaar op de 100 meter op de zesde plaats. Op de 200 meter wist hij de finale niet te bereiken. Tijdens de Guldensporenmeeting in Kortrijk in België behaalde hij op de 200 meter de derde plaats in 2018 en de zesde plaats in 2019. In dit laatste jaar vestigde hij niettemin een nieuw Surinaams record met 20,71 seconden. Op de Wereldkampioenschappen atletiek van 2019 werd hij gediskwalificeerd omdat hij op de lijn liep. "Dit is het ergste wat me is overkomen," reageerde hij na afloop.
Rond 2019 ging hij voor een trainingsstage op uitnodiging van de vereniging HAAG Atletiek naar Nederland. In Nederland won hij meerdere wedstrijden. Op 13 juli 2019 verbrak hij het Surinaamse record van Jurgen Themen uit 2016 door de 200 meter in 20,71 seconden te lopen. In februari 2020 wist hij tijdens de Zuid-Amerikaanse Spelen de gouden medaille op de 60 meter te winnen. Hij raakte vervolgens geblesseerd bij het hink-stap-springen. Tijdens de coronacrisis was hij in Nederland. In augustus 2020 was de eerste lockdown voorbij en richtte hij zich opnieuw op trainingen.
Hij kreeg een wildcard toegekend voor de 100 meter op de Olympische Zomerspelen in 2021 in Tokio. Hij moest echter van deelname afzien vanwege een blessure aan de hamstring.